# هنری کاواهارا
هنری کاواهارا (انگلیسی: Henry Kawahara; ۱ ژانویهٔ ۱۹۶۱ – ۱ ژانویهٔ ۲۰۱۲) آهنگساز، و موسیقی‌دان اهل ژاپن بود.